# Brookesia antakarana
Brookesia antakarana is een hagedis uit de familie kameleons (Chamaeleonidae).

## Naam en indeling
De wetenschappelijke naam van de soort werd voor het eerst voorgesteld door Christopher John Raxworthy en Ronald Archie Nussbaum in 1995.
De soortaanduiding antakarana is vernoemd naar het Antankaranavolk.

## Verspreiding en habitat
De kameleon komt endemisch voor in Madagaskar, maar alleen in het uiterste noorden van het land in het Nationaal park Montagne d'Ambre.
De habitat bestaat uit vochtige tropische en subtropische bossen. De soort is aangetroffen op een hoogte van ongeveer 650 tot 1200 meter boven zeeniveau. De kameleon houdt zich overdag op in de strooisellaag en schuilt 's nachts in lage delen van struiken tot een hoogte van ongeveer 1,5 meter.

## Beschermingsstatus
Door de internationale natuurbeschermingsorganisatie IUCN is de beschermingsstatus 'gevoelig' toegewezen (Near Threatened of NT).